# Góry (Kujawka)
Góry – część wsi Kujawka w Polsce położona w województwie kujawsko-pomorskim, w powiecie aleksandrowskim, w gminie Bądkowo.
W latach 1975–1998 Góry administracyjnie należały do województwa włocławskiego.